# HU-4400
La HU-4400 es una carretera perteneciente a la red provincial de la provincia de Huelva, España, que comunica Villablanca con Lepe.

## Trazado
La carretera parte de Villablanca en dirección sureste. En la segunda mitad de su recorrido, ya en el municipio de Lepe, atraviesa sobre puente la A-49, en cuyas inmediaciones se encuentran el CHARE de Lepe, el inicio de la N-445 hacia La Antilla y el acceso principal al Polígono Industrial La Gravera. En su último tramo se encuentra una intersección con el acceso secundario al Polígono Industrial la Gravera y el acceso a la Ciudad del Caballo de Lepe. Finalmente, entra en la localidad de Lepe por el norte. 